# Kosuke Shirai
Kosuke Shirai (白井 康介 Shirai Kosuke?), född 1 maj 1994 i Aichi prefektur, är en japansk fotbollsspelare.
Shirai började sin karriär 2013 i Fukushima United FC. 2014 flyttade han till Shonan Bellmare. Efter Shonan Bellmare spelade han för Ehime FC och Hokkaido Consadole Sapporo.